# Carlos Lizarazo
Carlos David Lizarazo Landazuri (ur. 26 kwietnia 1991 w Cali) – kolumbijski piłkarz występujący na pozycji ofensywnego pomocnika.

## Kariera klubowa
Lizarazo pochodzi z miasta Cali i jest wychowankiem akademii juniorskiej tamtejszego klubu Deportivo Cali, do którego seniorskiej drużyny został włączony już jako siedemnastolatek przez szkoleniowca José Eugenio Hernándeza. W Categoría Primera A zadebiutował 14 lutego 2009 w wygranym 3:1 spotkaniu z Independiente Medellín, jednak przez pierwsze kilkanaście miesięcy z racji młodego wieku pełnił niemal wyłącznie rolę rezerwowego. Premierowego gola w lidze kolumbijskiej strzelił 18 kwietnia 2010 w wygranej 5:3 konfrontacji z Cortuluą i w tym samym roku zdobył z Deportivo puchar Kolumbii – Copa Colombia. Z początkiem 2011 roku zaczął regularniej pojawiać się na ligowych boiskach, zaś dwa lata później został kluczowym zawodnikiem drużyny. W jesiennym sezonie Finalización 2013 wywalczył ze swoją ekipą wicemistrzostwo kraju, będąc najlepszym strzelcem Deportivo, zaś jego świetne występy zaowocowały zainteresowaniem ze strony klubów z Europy, takich jak Rayo Vallecano, FC Porto czy FC Basel. W 2014 roku zdobył z kolei superpuchar Kolumbii – Superliga Colombiana.
Wiosną 2015 Lizarazo za sumę półtora miliona dolarów przeszedł do meksykańskiego klubu Cruz Azul.
| Sezon     | Klub           | Kraj     | Rozgrywki   | Mecze | Bramki |
| --------- | -------------- | -------- | ----------- | ----- | ------ |
| 2009      | Deportivo Cali | Kolumbia | Liga Águila | 7     | 0      |
| 2010      | Deportivo Cali | Kolumbia | Liga Águila | 7     | 1      |
| 2011      | Deportivo Cali | Kolumbia | Liga Águila | 22    | 1      |
| 2012      | Deportivo Cali | Kolumbia | Liga Águila | 8     | 0      |
| 2013      | Deportivo Cali | Kolumbia | Liga Águila | 46    | 12     |
| 2014      | Deportivo Cali | Kolumbia | Liga Águila | 17    | 1      |
| 2014/2015 | Cruz Azul      | Meksyk   | Liga MX     | 0     | 0      |